# Delerium
Delerium est un groupe de Vancouver (Colombie-Britannique, Canada), formé en 1987 en tant que projet à part du groupe Front Line Assembly. Au cours de l'existence du groupe, le style musical a évolué constamment, allant de l'ambient sombre à la pop électronique, en passant par l'industriel.

## Historique
Delerium est à la base un projet créé par deux personnes, Bill Leeb et Michael Balch. Ensemble ils forment dans un premier temps le groupe Front Line Assembly. Peu de temps après le duo lance le projet Delerium et édite en 1988 un premier album intitulé Faces, Forms & Illusions. Après ce premier effort Michael Balch prend la décision de quitter Front Line Assembly et Delerium. C'est alors que Rhys Fulber, autre membre de Front Line Assembly, se joint à Bill au sein du projet. Ensemble ils éditent plusieurs albums dans un style musical empreint de Dark ambient.
En 1994 le groupe signe chez Nettwerk et publie son huitième album Semantic Spaces qui marque une transition dans l'univers de Delerium, avec l'ajout de parties vocales. C'est Kristy Thirsk, chanteuse du groupe Rose Chronicles, qui chante sur cet album.
Bill et Rhys diversifient les parties vocales sur l'album suivant. À la voix de Kristy Thirsk s'ajoute celle de Sarah McLachlan. Des échantillons de la voix de Lisa Gerrard (tirés du morceau Persian Love Song de Dead Can Dance) sont également utilisés. Ce neuvième album nommé Karma sort en 1997 et sera soutenu par quatre singles dont le troisième extrait, la chanson Silence interprétée par Sarah McLachlan, permettra au groupe de toucher un plus large public grâce à de nombreux remix.
Après le succès de Karma, Rhys Fulber prend la décision de quitter le groupe afin de se concentrer sur son projet solo nommé Conjure One. Bill fait alors appel à Chris Peterson pour produire l'album Poem sur lequel Leigh Nash, Matthew Sweet, Kirsty Hawkshaw, les Mediæval Bæbes ou encore la chanteuse Aude, dont Bill produira le premier album solo en 2001, prêtent leurs voix. Deux singles serviront à la promotion de cet album sans pour autant rencontrer le même succès que son prédécesseur.
Deux ans plus tard, Delerium revient avec son onzième album aux sonorités plus pop, intitulé Chimera. Cet album marque le retour de Rhys Fulber au sein du groupe ainsi que de nouvelles collaboration avec entre autres Nerina Pallot, Jaël, Zoë Johnston ou encore Margaret Far. After All, Run for It et Truly servent à la promotion de ce nouvel effort et une tournée prend place la même année. Pour marquer l'évènement le groupe édite un titre inédit issu des sessions de Chimera. Il s'agit de la chanson Above the Clouds interprétée par Shelley Harland. Cette dernière assura avec Kristy Thirsk le chant lors de la tournée.
Après l'édition de son premier Best of comportant deux inédits, Delerium se remet au travail et édite en 2006, Nuages du monde, son douzième album. Cet album réunit Jaël, Kirsty Hawkshaw, Kristy Thirsk, les Mediæval Bæbes ainsi que Isabel Bayrakdarian. Cette dernière pose sa voix sur le premier single Angelicus. Le second single Lost & Found chanté par Jaël sert quant à lui à la promotion de l'album et de la tournée qui suit. Celle-ci sera filmée et éditée en DVD. Un an après la sortie de Nuages du Monde, Bill Leeb et Rhys Fulber s'associent avec Leigh Nash et créent Fauxliage. Un album du même nom est édité et se compose de 9 chansons et deux remix.
En 2009, le groupe revient avec un nouveau single aux sonorités plus urbaines, la chanson Dust & Gravity. Ce titre servira à la promotion de leurs compilations Remixes : The Definitive Collection ainsi que Voice : An Acoustic Collection. Cette dernière reprend les plus grands succès du groupe en version acoustique et inclut quelques titres inédits chantés par Elsiane ou encore Miranda Lee Richards.
Il faudra cependant attendre 2012 pour que le treizième album de Delerium voie le jour. Music Box Opera est édité en octobre, précédé par le premier single Monarch chanté par la chanteuse Nadina. Cet album aux ambiances diverses réunit tous les ingrédients qui ont fait le succès du groupe ainsi que des vocalistes de la première heure et des nouvelles comme Angela McCluskey, Leona Naess ou encore Stef Lang. Les chansons Days Turn Into Nights et Chrysalis Heart serviront également à la promotion de l'album.
Début 2015, Delerium sort la chanson Glimmer chantée par Emily Haines.

## Musique
De tous les albums de Delerium, Karma est celui qui a rencontré indéniablement le plus grand succès. La plupart des gens ne connaissent Delerium que par leurs albums produit sous le label Nettwerk, étant assez peu connus sur la scène pop avant la sortie de Semantic Spaces.
Le succès commercial de Delerium est venu principalement grâce au single Silence, qui contenait la voix de Sarah McLachlan. En 2000, soit trois ans après la sortie de Karma, un certain nombre de remixes de Silence, produits par DJ Tiësto, Airscape, Fade entre autres ont été massivement diffusés dans les clubs, propulsant ainsi le single à la 3e place des charts anglais.
Une étape importante pour le groupe fut également la tournée organisée en 2003 (ce qui contraste avec Front Line Assembly, qui a été de façon permanente en tournée). Les voix y étaient assurées par Kristy Thirsk et Shelley Harland. En janvier 2005, Delerium était présent au concert humanitaire One World à Vancouver, afin d'aider les victimes du tsunami asiatique de 2004. Silence y a été joué en live pour la première fois avec Sarah McLachlan.

## Discographie

### Singles
- 1994 : Flowers Become Screens
- 1994 : Incantation
- 1997 : Euphoria (Firefly)
- 1997 : Duende
- 1999 : Silence
- 2000 : Heaven’s Earth
- 2001 : Innocente (Falling In Love)
- 2001 : Underwater
- 2003 : After All
- 2003 : Above the Clouds
- 2003 : Run for It
- 2004 : Truly
- 2007 : Angelicus
- 2007 : Lost & Found
- 2009 : Dust In Gravity
- 2012 : Monarch
- 2012 : Days Turn Into Nights
- 2013 : Chrysalis Heart
- 2015 : Glimmer
- 2016 : Rituals

### Remixes
- Speedy J – "Pull Over" (1997)
- Tara MacLean – "Divided" (2000)
- Sasha Lazard – "Awakening" (2002)
- Clint Mansell – "Requiem For A Dream Soundtrack - Deluxed" (2002)
- Lunik – "Waiting" (2003)

### Compilations incluant des morceaux de Delerium
- The Crow: Stairway to Heaven, 1998. Le morceau Silence peut être entendu dans un épisode.
- Brokedown Palace Soundtrack (Island, 1999), CD
- Bande originale de Tomb Raider (Elektra / Wea, 2001), CD
- Best of Mystera (Polys, 2000), 2CD